# Eugène Renggli

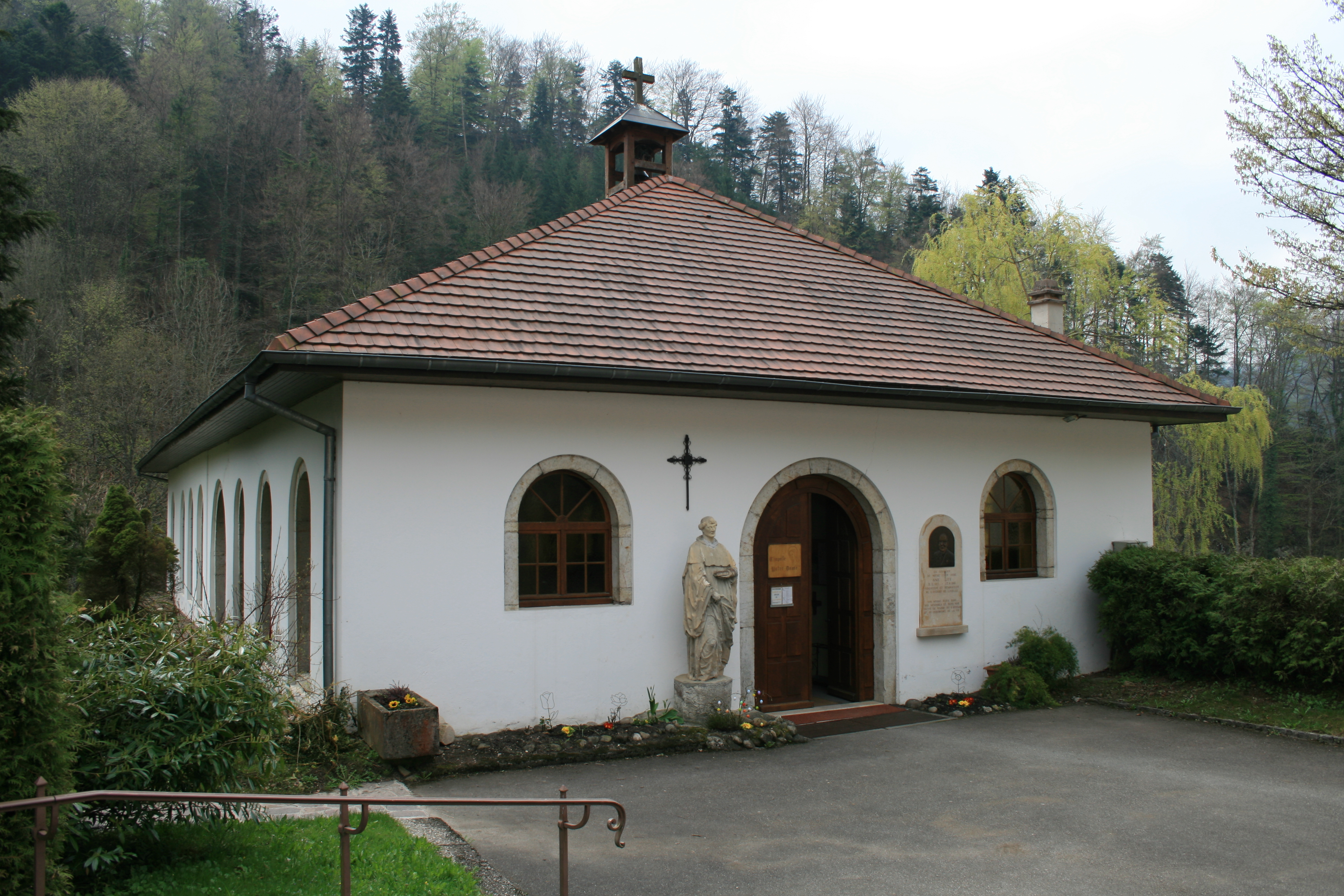
Kapelle Notre-Dame in Lucelle

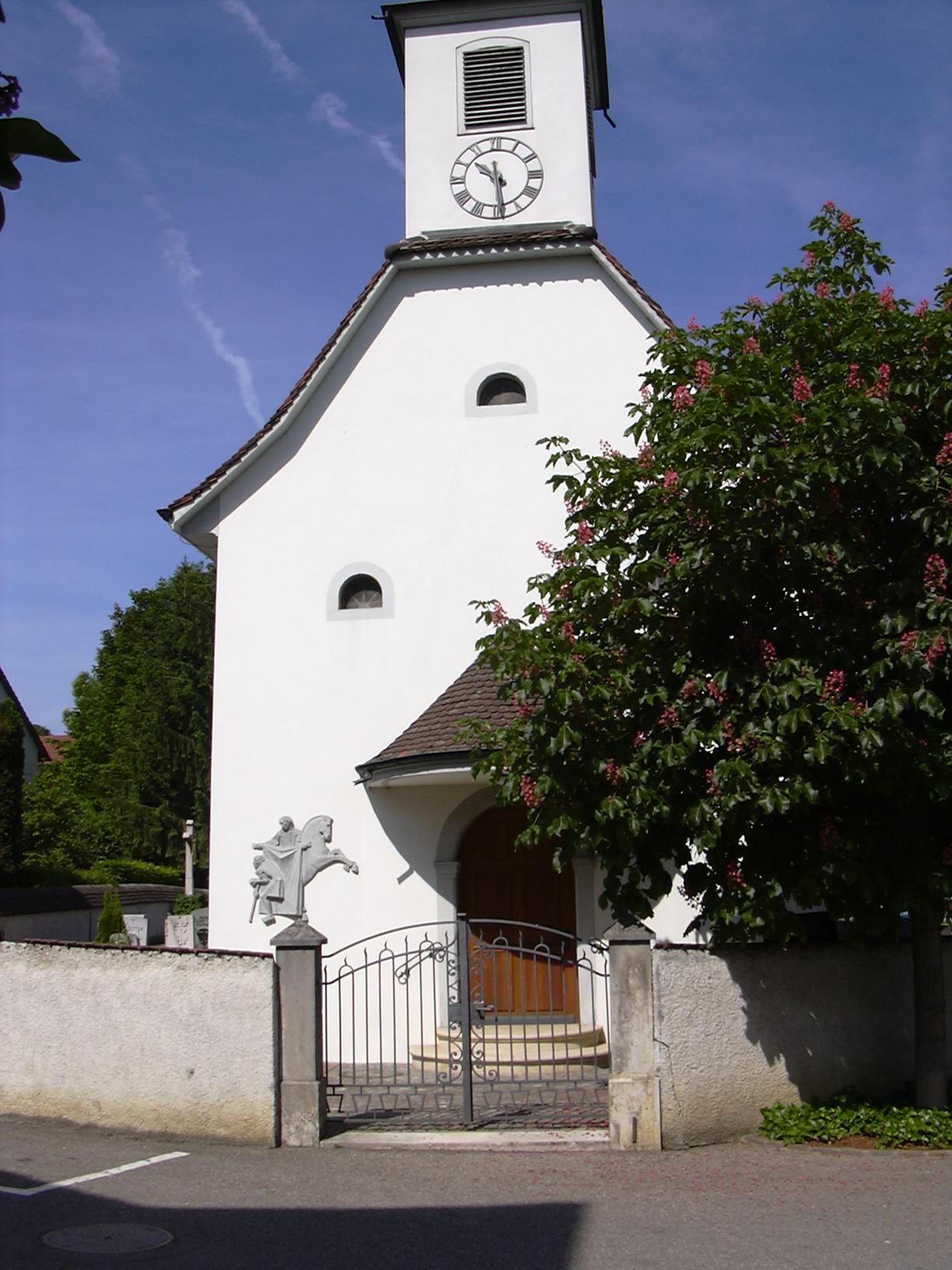
Kapelle Sankt Martin in Bättwil, 2005

Eugène Renggli, deutsch Eugen Renggli (* 30. Mai 1923 in Kriens; † 11. September 2016), war ein Schweizer Bildhauer und Grafiker.

## Leben und Werk
Eugen Renggli war der Sohn von Josef Renggli (1894–1992) und Anna Renggli-Flüeler (1899–1952) aus Kriens im Kanton Luzern. Er heiratete Ida Peterhans (1921–2003) und lebte mit ihr in der Ortschaft Lucelle der Gemeinde Pleigne im Kanton Jura.

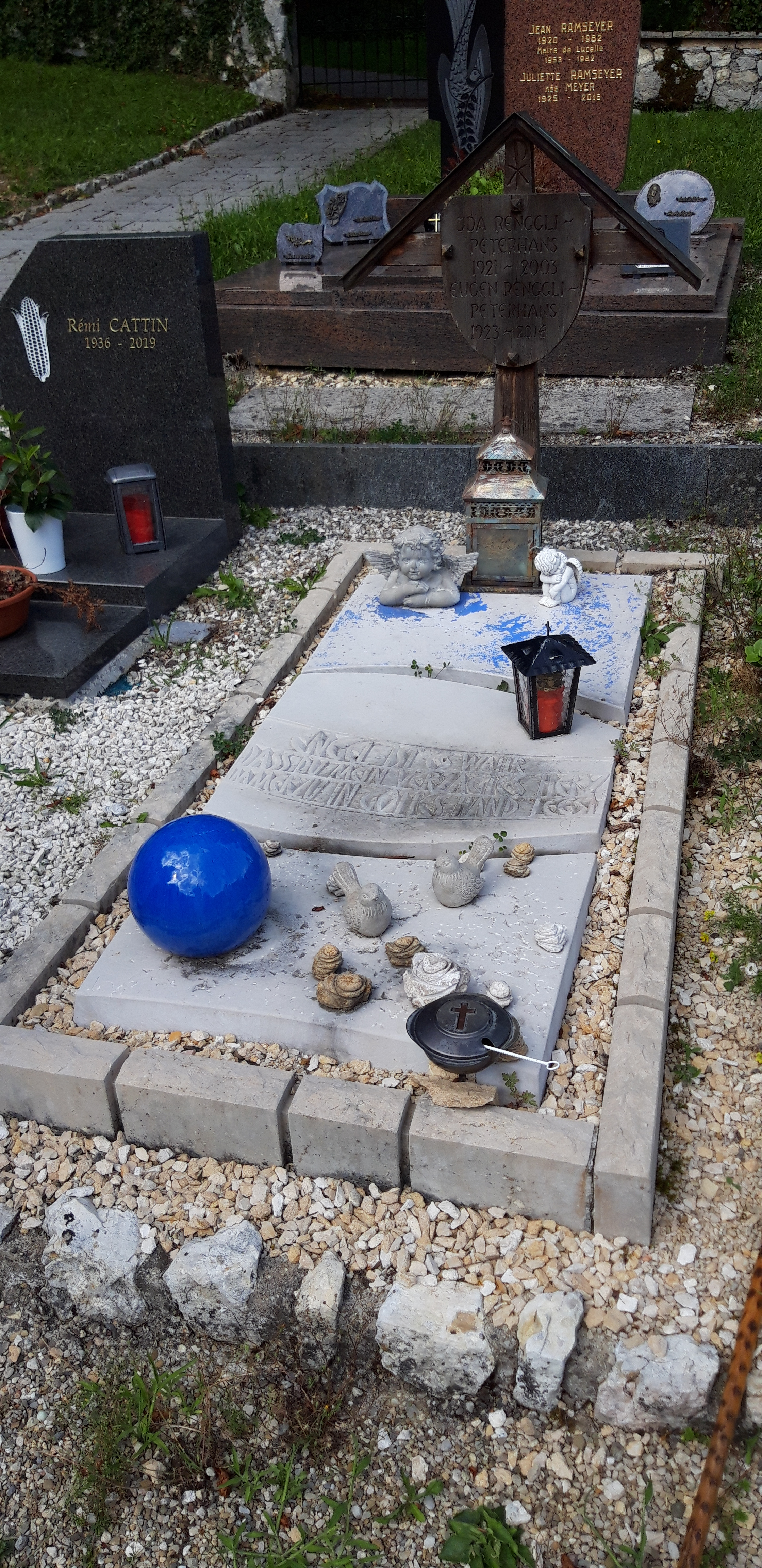
Grab von Eugen und Ida Renggli, nach einem Entwurf des Künstlers

Als Bildhauer realisierte Renggli aus Stein und Metall vor allem Werke der sakralen Kunst, von denen einige in Gotteshäusern der Region Laufental und Umgebung sowie anderswo erhalten sind. Im Jahr 1960 gestaltete Renggli die Kapelle Notre-Dame im Areal des ehemaligen Klosters Lützel. Um 1977 führte er einige Objekte der künstlerischen Gestaltung in der Guthirtkirche in Zürich aus. Für die Fassade der Sankt-Martinskapelle in Bättwil im Kanton Solothurn schuf er 1990 ein grossformatiges Steinrelief der Mantelteilung. Der von Renggli 1993 gefertigte Grabstein für den Dichter Albin Fringeli aus dem solothurnischen Bezirk Dorneck befindet sich seit 2018 im Heimatmuseum Schwarzbubenland in Dornach. 2015 schuf Eugène Renggli im Auftrag der Schweizer Osteuropahilfe eine Sankt-Martinskulptur für das ökumenische Bildungshaus für Familien und Erziehende in Kiew, Ukraine.

## Werke (Auswahl)
- Ohtmarli (Miniatur eines Knabenkopfes, 1946)
- Engel
- Warning (Verkündigungsengel)
- Christus am Kreuz
- Reconciliation (die Versöhnung)
- Sankt Martin teilt seinen Mantel, Kapelle Sankt Martin, Bättwil, 1990[3]
- Jésus Christus (in einer Krippe)[3]
- Erzengel Michael
- Diverse Aphorismen über angewandte Kunst
- Begegnung / Rencontre
- David / Goliath
- Der gute Hirte
- Siesta (Studie in Wachs 1938)
- Engel des Trostes (1951)
- Heiliger Antonius